# Grand Prix Kanady 2025
Grand Prix Kanady 2025, oficjalnie Formula 1 Pirelli Grand Prix du Canada 2025 – dziesiąta runda Mistrzostw Świata Formuły 1 w sezonie 2025. Grand Prix odbyło się w dniach 13–15 czerwca 2025 na torze Circuit Gilles Villeneuve w Montrealu. Hat trick w postaci zdobycia pole position, wygrania wyścigu oraz uzyskania najszybszego okrążenia zdobył George Russell (Mercedes). Na podium stanęli również Max Verstappen (Red Bull Racing) i po raz pierwszy w karierze Andrea Kimi Antonelli (Mercedes).

## Lista startowa
| Nr          | Kierowca              | Zespół                             | Samochód                          | Silnik              | Opony |
| ----------- | --------------------- | ---------------------------------- | --------------------------------- | ------------------- | ----- |
| 1           | Max Verstappen        | Oracle Red Bull Racing             | Red Bull Racing RB21              | Honda RBPTH002      | P     |
| 4           | Lando Norris          | McLaren Formula 1 Team             | McLaren MCL39                     | Mercedes-AMG F1 M16 | P     |
| 5           | Gabriel Bortoleto     | Stake F1 Team Kick Sauber          | Kick Sauber C45                   | Ferrari 066/12      | P     |
| 6           | Isack Hadjar          | Visa Cash App Racing Bulls F1 Team | Racing Bulls VCARB 02             | Honda RBPTH002      | P     |
| 10          | Pierre Gasly          | BWT Alpine F1 Team                 | Alpine A525                       | Renault E-Tech RE25 | P     |
| 12          | Andrea Kimi Antonelli | Mercedes-AMG PETRONAS F1 Team      | Mercedes-AMG F1 W16 E Performance | Mercedes-AMG F1 M16 | P     |
| 14          | Fernando Alonso       | Aston Martin Aramco F1 Team        | Aston Martin AMR25                | Mercedes-AMG F1 M16 | P     |
| 16          | Charles Leclerc       | Scuderia Ferrari HP                | Ferrari SF-25                     | Ferrari 066/12      | P     |
| 18          | Lance Stroll          | Aston Martin Aramco F1 Team        | Aston Martin AMR25                | Mercedes-AMG F1 M16 | P     |
| 22          | Yūki Tsunoda          | Oracle Red Bull Racing             | Red Bull Racing RB21              | Honda RBPTH002      | P     |
| 23          | Alexander Albon       | Atlassian Williams Racing          | Williams FW47                     | Mercedes-AMG F1 M16 | P     |
| 27          | Nico Hülkenberg       | Stake F1 Team Kick Sauber          | Kick Sauber C45                   | Ferrari 066/12      | P     |
| 30          | Liam Lawson           | Visa Cash App Racing Bulls F1 Team | Racing Bulls VCARB 02             | Honda RBPTH002      | P     |
| 31          | Esteban Ocon          | MoneyGram Haas F1 Team             | Haas VF-25                        | Ferrari 066/12      | P     |
| 43          | Franco Colapinto      | BWT Alpine F1 Team                 | Alpine A525                       | Renault E-Tech RE25 | P     |
| 44          | Lewis Hamilton        | Scuderia Ferrari HP                | Ferrari SF-25                     | Ferrari 066/12      | P     |
| 55          | Carlos Sainz Jr.      | Atlassian Williams Racing          | Williams FW47                     | Mercedes-AMG F1 M16 | P     |
| 63          | George Russell        | Mercedes-AMG PETRONAS F1 Team      | Mercedes-AMG F1 W16 E Performance | Mercedes-AMG F1 M16 | P     |
| 81          | Oscar Piastri         | McLaren Formula 1 Team             | McLaren MCL39                     | Mercedes-AMG F1 M16 | P     |
| 87          | Oliver Bearman        | MoneyGram Haas F1 Team             | Haas VF-25                        | Ferrari 066/12      | P     |
| Źródło: FIA |                       |                                    |                                   |                     |       |

## Wyniki

### Najlepsze czasy sesji treningowych
| Sesja       | Nr | Kierowca       | Konstruktor                | Czas     | Okr. |
| ----------- | -- | -------------- | -------------------------- | -------- | ---- |
| 1           | 1  | Max Verstappen | Red Bull Racing-Honda RBPT | 1:13,193 | 28   |
| 2           | 63 | George Russell | Mercedes                   | 1:12,123 | 33   |
| 3           | 4  | Lando Norris   | McLaren-Mercedes           | 1:11,799 | 24   |
| Źródło: FIA |    |                |                            |          |      |

### Kwalifikacje
| P                    | Nr | Kierowca              | Konstruktor                  | Czasy w kwalifikacjach | Czasy w kwalifikacjach | Czasy w kwalifikacjach | Poz. s. |
| P                    | Nr | Kierowca              | Konstruktor                  | Q1                     | Q2                     | Q3                     | Poz. s. |
| -------------------- | -- | --------------------- | ---------------------------- | ---------------------- | ---------------------- | ---------------------- | ------- |
| 1                    | 63 | George Russell        | Mercedes                     | 1:12,075               | 1:11,570               | 1:10,899               | 1       |
| 2                    | 1  | Max Verstappen        | Red Bull Racing-Honda RBPT   | 1:12,054               | 1:11,638               | 1:11,059               | 2       |
| 3                    | 81 | Oscar Piastri         | McLaren-Mercedes             | 1:11,939               | 1:11,715               | 1:11,120               | 3       |
| 4                    | 12 | Andrea Kimi Antonelli | Mercedes                     | 1:12,279               | 1:11,974               | 1:11,391               | 4       |
| 5                    | 44 | Lewis Hamilton        | Ferrari                      | 1:11,952               | 1:11,885               | 1:11,526               | 5       |
| 6                    | 14 | Fernando Alonso       | Aston Martin Aramco-Mercedes | 1:12,073               | 1:11,805               | 1:11,586               | 6       |
| 7                    | 4  | Lando Norris          | McLaren-Mercedes             | 1:11,826               | 1:11,599               | 1:11,625               | 7       |
| 8                    | 16 | Charles Leclerc       | Ferrari                      | 1:12,038               | 1:11,626               | 1:11,682               | 8       |
| 9                    | 6  | Isack Hadjar          | Racing Bulls-Honda RBPT      | 1:12,211               | 1:12,003               | 1:11,867               | 12      |
| 10                   | 23 | Alexander Albon       | Williams-Mercedes            | 1:12,090               | 1:11,892               | 1:11,907               | 9       |
| 11                   | 22 | Yūki Tsunoda          | Red Bull Racing-Honda RBPT   | 1:12,334               | 1:12,102               |                        | 18      |
| 12                   | 43 | Franco Colapinto      | Alpine-Renault               | 1:12,234               | 1:12,142               |                        | 10      |
| 13                   | 27 | Nico Hülkenberg       | Kick Sauber-Ferrari          | 1:12,323               | 1:12,183               |                        | 11      |
| 14                   | 87 | Oliver Bearman        | Haas-Ferrari                 | 1:12,306               | 1:12,340               |                        | 13      |
| 15                   | 31 | Esteban Ocon          | Haas-Ferrari                 | 1:12,378               | 1:12,634               |                        | 14      |
| 16                   | 5  | Gabriel Bortoleto     | Kick Sauber-Ferrari          | 1:12,385               |                        |                        | 15      |
| 17                   | 55 | Carlos Sainz Jr.      | Williams-Mercedes            | 1:12,398               |                        |                        | 16      |
| 18                   | 18 | Lance Stroll          | Aston Martin Aramco-Mercedes | 1:12,517               |                        |                        | 17      |
| 19                   | 30 | Liam Lawson           | Racing Bulls-Honda RBPT      | 1:12,525               |                        |                        | PL      |
| 20                   | 10 | Pierre Gasly          | Alpine-Renault               | 1:12,667               |                        |                        | PL      |
| 107% czasu: 1:16,853 |    |                       |                              |                        |                        |                        |         |
| Źródło: FIA          |    |                       |                              |                        |                        |                        |         |

### Wyścig
| P           | Nr | Kierowca              | Konstruktor                  | Okr. | Czas             | Poz. s. | +/−       | Punkty |
| ----------- | -- | --------------------- | ---------------------------- | ---- | ---------------- | ------- | --------- | ------ |
| 1           | 63 | George Russell        | Mercedes                     | 70   | 1:31:52,688      | 1       | Bez zmian | 25     |
| 2           | 1  | Max Verstappen        | Red Bull Racing-Honda RBPT   | 70   | +0,228           | 2       | Bez zmian | 18     |
| 3           | 12 | Andrea Kimi Antonelli | Mercedes                     | 70   | +1,014           | 4       | 1         | 15     |
| 4           | 81 | Oscar Piastri         | McLaren-Mercedes             | 70   | +2,109           | 3       | 1         | 12     |
| 5           | 16 | Charles Leclerc       | Ferrari                      | 70   | +3,442           | 8       | 3         | 10     |
| 6           | 44 | Lewis Hamilton        | Ferrari                      | 70   | +10,713          | 5       | 1         | 8      |
| 7           | 14 | Fernando Alonso       | Aston Martin Aramco-Mercedes | 70   | +10,972          | 6       | 1         | 6      |
| 8           | 27 | Nico Hülkenberg       | Kick Sauber-Ferrari          | 70   | +15,364          | 11      | 3         | 4      |
| 9           | 31 | Esteban Ocon          | Haas-Ferrari                 | 69   | +1 okrążenie     | 14      | 5         | 2      |
| 10          | 55 | Carlos Sainz Jr.      | Williams-Mercedes            | 69   | +1 okrążenie     | 16      | 6         | 1      |
| 11          | 87 | Oliver Bearman        | Haas-Ferrari                 | 69   | +1 okrążenie     | 13      | 2         |        |
| 12          | 22 | Yūki Tsunoda          | Red Bull Racing-Honda RBPT   | 69   | +1 okrążenie     | 18      | 6         |        |
| 13          | 43 | Franco Colapinto      | Alpine-Renault               | 69   | +1 okrążenie     | 10      | 3         |        |
| 14          | 5  | Gabriel Bortoleto     | Kick Sauber-Ferrari          | 69   | +1 okrążenie     | 15      | 1         |        |
| 15          | 10 | Pierre Gasly          | Alpine-Renault               | 69   | +1 okrążenie     | PL      | 5         |        |
| 16          | 6  | Isack Hadjar          | Racing Bulls-Honda RBPT      | 69   | +1 okrążenie     | 12      | 4         |        |
| 17          | 18 | Lance Stroll          | Aston Martin Aramco-Mercedes | 69   | +1 okrążenie     | 17      | Bez zmian |        |
| 18          | 4  | Lando Norris          | McLaren-Mercedes             | 66   | NU (kolizja)     | 7       | 11        |        |
| NS          | 30 | Liam Lawson           | Racing Bulls-Honda RBPT      | 53   | NU (przegrzanie) | PL      |           |        |
| NS          | 23 | Alexander Albon       | Williams-Mercedes            | 46   | NU (silnik)      | 9       |           |        |
| Źródło: FIA |    |                       |                              |      |                  |         |           |        |

### Najszybsze okrążenie
| Nr          | Kierowca       | Konstruktor | Czas     | Okr. |
| ----------- | -------------- | ----------- | -------- | ---- |
| 63          | George Russell | Mercedes    | 1:14,119 | 63   |
| Źródło: FIA |                |             |          |      |

### Prowadzenie w wyścigu
| Nr                              | Kierowca              | Konstruktor      | Okrążenia          | Suma |
| ------------------------------- | --------------------- | ---------------- | ------------------ | ---- |
| 63                              | George Russell        | Mercedes         | 1–12, 29–41, 53–70 | 43   |
| 12                              | Andrea Kimi Antonelli | Mercedes         | 13                 | 1    |
| 81                              | Oscar Piastri         | McLaren-Mercedes | 14–15, 42–44       | 5    |
| 4                               | Lando Norris          | McLaren-Mercedes | 16–28, 45–46       | 15   |
| 16                              | Charles Leclerc       | Ferrari          | 47–52              | 6    |
| \| Wykres \| \| ------ \| \| \| |                       |                  |                    |      |
| Źródło: FIA                     |                       |                  |                    |      |
| Wykres                          |                       |                  |                    |      |
|                                 |                       |                  |                    |      |

## Klasyfikacja po wyścigu

### Kierowcy
| P           | +/–       | Kierowca              | Zgł. | Punkty | P1 | P2 | P3 | PP | NO | NS | NU | NW | DK |
| ----------- | --------- | --------------------- | ---- | ------ | -- | -- | -- | -- | -- | -- | -- | -- | -- |
| 1           | Bez zmian | Oscar Piastri         | 10   | 198    | 5  | –  | 3  | 4  | 2  | –  | –  | –  | –  |
| 2           | Bez zmian | Lando Norris          | 10   | 176    | 2  | 5  | 1  | 2  | 5  | –  | 1  | –  | –  |
| 3           | Bez zmian | Max Verstappen        | 10   | 155    | 2  | 3  | –  | 3  | 1  | –  | –  | –  | –  |
| 4           | Bez zmian | George Russell        | 10   | 136    | 1  | 1  | 3  | 1  | 1  | –  | –  | –  | –  |
| 5           | Bez zmian | Charles Leclerc       | 10   | 104    | –  | 1  | 2  | –  | –  | 1  | –  | –  | 1  |
| 6           | Bez zmian | Lewis Hamilton        | 10   | 79     | –  | –  | –  | –  | –  | 1  | –  | –  | 1  |
| 7           | Bez zmian | Andrea Kimi Antonelli | 10   | 63     | –  | –  | 1  | –  | 1  | 2  | 2  | –  | –  |
| 8           | Bez zmian | Alexander Albon       | 10   | 42     | –  | –  | –  | –  | –  | 2  | 2  | –  | –  |
| 9           | 1         | Esteban Ocon          | 10   | 22     | –  | –  | –  | –  | –  | 1  | 1  | –  | –  |
| 10          | 1         | Isack Hadjar          | 10   | 21     | –  | –  | –  | –  | –  | 1  | –  | 1  | –  |
| 11          | Bez zmian | Nico Hülkenberg       | 10   | 20     | –  | –  | –  | –  | –  | 1  | –  | –  | 1  |
| 12          | Bez zmian | Lance Stroll          | 9    | 14     | –  | –  | –  | –  | –  | –  | –  | –  | –  |
| 13          | Bez zmian | Carlos Sainz Jr.      | 10   | 13     | –  | –  | –  | –  | –  | 2  | 2  | –  | –  |
| 14          | Bez zmian | Pierre Gasly          | 10   | 11     | –  | –  | –  | –  | –  | 3  | 2  | –  | 1  |
| 15          | Bez zmian | Yūki Tsunoda          | 10   | 10     | –  | –  | –  | –  | –  | 1  | 1  | –  | –  |
| 16          | 2         | Fernando Alonso       | 10   | 8      | –  | –  | –  | –  | –  | 3  | 3  | –  | –  |
| 17          | 1         | Oliver Bearman        | 10   | 6      | –  | –  | –  | –  | –  | 1  | 1  | –  | –  |
| 18          | 1         | Liam Lawson           | 10   | 4      | –  | –  | –  | –  | –  | 3  | 3  | –  | –  |
| 19          | Bez zmian | Gabriel Bortoleto     | 10   | 0      | –  | –  | –  | –  | –  | 2  | 2  | –  | –  |
| 20          | 1         | Franco Colapinto      | 4    | 0      | –  | –  | –  | –  | –  | –  | –  | –  | –  |
| 21          | 1         | Jack Doohan           | 6    | 0      | –  | –  | –  | –  | –  | 2  | 2  | –  | –  |
| Źródło: FIA |           |                       |      |        |    |    |    |    |    |    |    |    |    |

### Konstruktorzy
| P           | +/–       | Konstruktor                  | Zgł. | Punkty | P1 | P2 | P3 | PP | NO | NS | NU | NW | DK |
| ----------- | --------- | ---------------------------- | ---- | ------ | -- | -- | -- | -- | -- | -- | -- | -- | -- |
| 1           | Bez zmian | McLaren-Mercedes             | 20   | 374    | 7  | 5  | 4  | 6  | 7  | –  | 1  | –  | –  |
| 2           | 1         | Mercedes                     | 20   | 199    | 1  | 1  | 4  | 1  | 2  | 2  | 2  | –  | –  |
| 3           | 1         | Ferrari                      | 20   | 183    | –  | 1  | 2  | –  | –  | 2  | –  | –  | 2  |
| 4           | Bez zmian | Red Bull Racing-Honda RBPT   | 20   | 162    | 2  | 3  | –  | 3  | 1  | 2  | 2  | –  | –  |
| 5           | Bez zmian | Williams-Mercedes            | 20   | 55     | –  | –  | –  | –  | –  | 4  | 4  | –  | –  |
| 6           | 1         | Haas-Ferrari                 | 20   | 28     | –  | –  | –  | –  | –  | 2  | 2  | –  | –  |
| 7           | 1         | Racing Bulls-Honda RBPT      | 20   | 28     | –  | –  | –  | –  | –  | 3  | 2  | 1  | –  |
| 8           | 1         | Aston Martin Aramco-Mercedes | 19   | 22     | –  | –  | –  | –  | –  | 3  | 3  | –  | –  |
| 9           | 1         | Kick Sauber-Ferrari          | 20   | 20     | –  | –  | –  | –  | –  | 3  | 2  | –  | 1  |
| 10          | Bez zmian | Alpine-Renault               | 20   | 11     | –  | –  | –  | –  | –  | 5  | 4  | –  | 1  |
| Źródło: FIA |           |                              |      |        |    |    |    |    |    |    |    |    |    |